# Cristina Ribera i Cirera
Cristina Ribera i Cirera va ser una brodadora catalana activa a finals del segle xix, coneguda i reconeguda per la qualitat dels seus treballs.

## Trajectòria artística
La primera notícia que se’n coneix és la seva participació en l'Exposició Regional de Vilanova i la Geltrú de l'any 1882, en la qual va obtenir una medalla de progrés. Uns anys més tard, també va ser premiada amb una medalla d'or en l'Exposició de Barcelona de 1888.
L'any 1898 va participar en la quarta edició de l'Exposició de Belles Arts i Indústries Artístiques organitzada per l'Ajuntament de Barcelona al Palau de Belles Arts, en la qual va presentar quatre peces brodades amb seda de colors. Un d'aquests treballs va obtenir una medalla de primera classe de la secció d'arts industrials i l'Ajuntament de la ciutat el va adquirir per a la seva col·lecció. Aquest brodat es conserva al Museu del Disseny de Barcelona. Aquest mateix certamen va ser el que va atorgar més premis i adquisicions a artistes femenines, d'entre les exposicions que es van fer a Barcelona al segle XIX. Així, es van premiar també les pintores María de la Riva. Emília Coranty i Lluïsa Vidal, així com pintores estrangeres com la dibuixant flamenca Berthe Art, la retratista holandesa Thérese Schwartze, la sueca Hildegard Thorell o la belga Marie de Bièvre. La pintora Euphrosine Beernaert, que en aquell moment tenia una gran reputació, va obtenir un diploma honorífic especial.
El dibuixant i projectista tèxtil Francesc Tomàs i Estruch va destacar l'obra de Cristina Ribera a la ressenya de l'exposició que va fer per a la revista barcelonina Álbum Salón, pel fet que era un mostra molt representativa de la qualitat que podia arribar a assolir la figuració en la tècnica del brodat. Per ell se sap que els altres brodats presentats representaven una japonesa, també de bona factura, i dues composicions florals que, sempre segons el mateix crític, no assolien la mateixa qualitat. Segons indica el catàleg d'aquesta exposició, en aquell moment Cristina Ribera residia a Vilafranca del Penedès.
Els seus brodats transcendien la decoració i buscaven la representació de temes artístics. El fet que signés els seus treballs i els guardons que va aconseguir, percentualment importants donada la poca informació que es té de l'artista, indiquen que no era una brodadora de labors domèstiques sinó que, com a mínim a finals de segle xix, s'hi dedicava professionalment. A finals del segle xix, l'impuls que el Modernisme donava a tot tipus d'arts i en especial a les aplicades, va propiciar que les dones tinguessin un paper destacat en l'art tèxtil. Així, en pràcticament totes les grans exposicions d'art i d'indústries artístiques del moment hi van ser presents noms com Emília Coranty, Blanca d'Espanya, Aurèlia Gispert, Aurora Gutiérrez o la mateixa Cristina Ribera.